# پاکسازی: هرج و مرج
پاکسازی: هرج و مرج (انگلیسی: The Purge: Anarchy) فیلمی در ژانر ترسناک و مهیج به کارگردانی جیمز دموناکو است که در سال ۲۰۱۴ منتشر شد. از بازیگران آن می‌توان به فرانک گریلو، زک گیلفورد، کیلی سانچز، ادوین هودگ و مایکل کی ویلیامز اشاره کرد.

## داستان
داستان فیلم دربارهٔ هرج و مرجی هست که در لس‌آنجلس در پی مراسم سالانه پاکسازی اتفاق می‌افتد. قانون پاکسازی توسط پدران بنیانگذار جدید آمریکا وضع شده و طبق آن، یک شب در سال به مدت ۱۲ ساعت همه جرائم از جمله قتل، آتش‌سوزی، سرقت و تجاوز به عنف قانونی است -البته مقامات دولتی در مقابل این اقدامات دارای مصونیت هستند- کلیه خدمات اضطراری مثل اورژانس، آتش‌نشانی و پلیس هم تا ساعت ۷ صبح غیرفعال می‌شوند.
پیشخدمت طبقه کارگر (اِوا سانچز) که به همراه دختر ۱۷ ساله خود کالی و پدر مریضش ریکو -که توسط پدران بنیانگذار جدید نیز تحقیر شده است- زندگی می‌کند، از محل کار به خانه بازمی‌گردد. وقتی اوا و کالی در حال آماده شدن برای ایمن کردن آپارتمان خود هستند، ریکو به این بهانه که می‌خواهد هنگام شروع پاکسازی تنها باشد به اتاق خود می‌رود. اما همزمان با نواخته شدن زنگ هشدار پاکسازی، ریکو به سمت لیموزینی که جلوی در منتظر اوست می‌رود و یادداشتی را برای خانواده‌اش می‌گذارد که نشان می‌دهد او در ازای ۱۰۰,۰۰۰ دلار خود را در اختیار یک خانواده پولدار گذاشته و قرار است پس از پاکسازی(سلاخیِ ریکو توسط آنها و خالی کردن خشمشان) این مبلغ به اوا و کالی پرداخت شود.
در سوی دیگر، یک زوج متأهل (شین و لیز) پس از خرید از یک فروشگاه مواد غذایی در حالی‌که زمان زیادی تا آغاز مراسم پاکسازی نمانده، قصد بازگشت به خانه را دارند که توسط یک باند نقاب‌دار دوچرخه‌سوار مورد آزار و اذیت قرار می‌گیرند. آنها تلاش می‌کنند زودتر از آنها فاصله بگیرند، اما هنگام فرار متوجه می‌شوند ماشینشان خراب شده به این دلیل که اعضای باند، خط سوخت آن را قطع کرده‌اند. در همین حال، یک گروهبان پلیس لس‌انجلس، لئو بارنز، با وجود اینکه همسر سابقش جنیس از او می‌خواهد از برنامه‌ خود برای شب پاکسازی چشم‌پوشی کند، با ماشین زره‌پوش و سلاح به خیابان می‌رود.
همان‌طور که شین و لیز سعی می‌کنند جایی برای مخفی شدن پیدا کنند، پاکسازی شروع می‌شود...

## بازیگران
- فرانک گریلو در نقش افسر لئو بارنس
- کارمن اجوگو در نقش ایوا سانچز
- زویی بورد در نقش کالی سانچز
- زک گیلفورد در نقش شین
- کیلی سانچز در نقش لیز
- کاستولو گوئرا در نقش بارنی
- جان بیسلی در نقش پاپا ریکو سانچز
- ادوین هودگ در نقش دانته بیشاپ (غریبه)
- جک کانلی در نقش بابا گنده
- جاستینا ماچادو در نقش تانیا
- مایکل کی ویلیامز در نقش کارملو جانز
- نوئل گوگلمی در نقش دیگو
- کیت استنفیلد در نقش غول چهره جوان
- روبرتا والدراما در نقش لورین
- نیکو نیکوترا در نقش رودی
- براندن کینر در نقش وارن گریس
- جودیت مکانل در نقش زن زیبای پیر